# Infokiosk

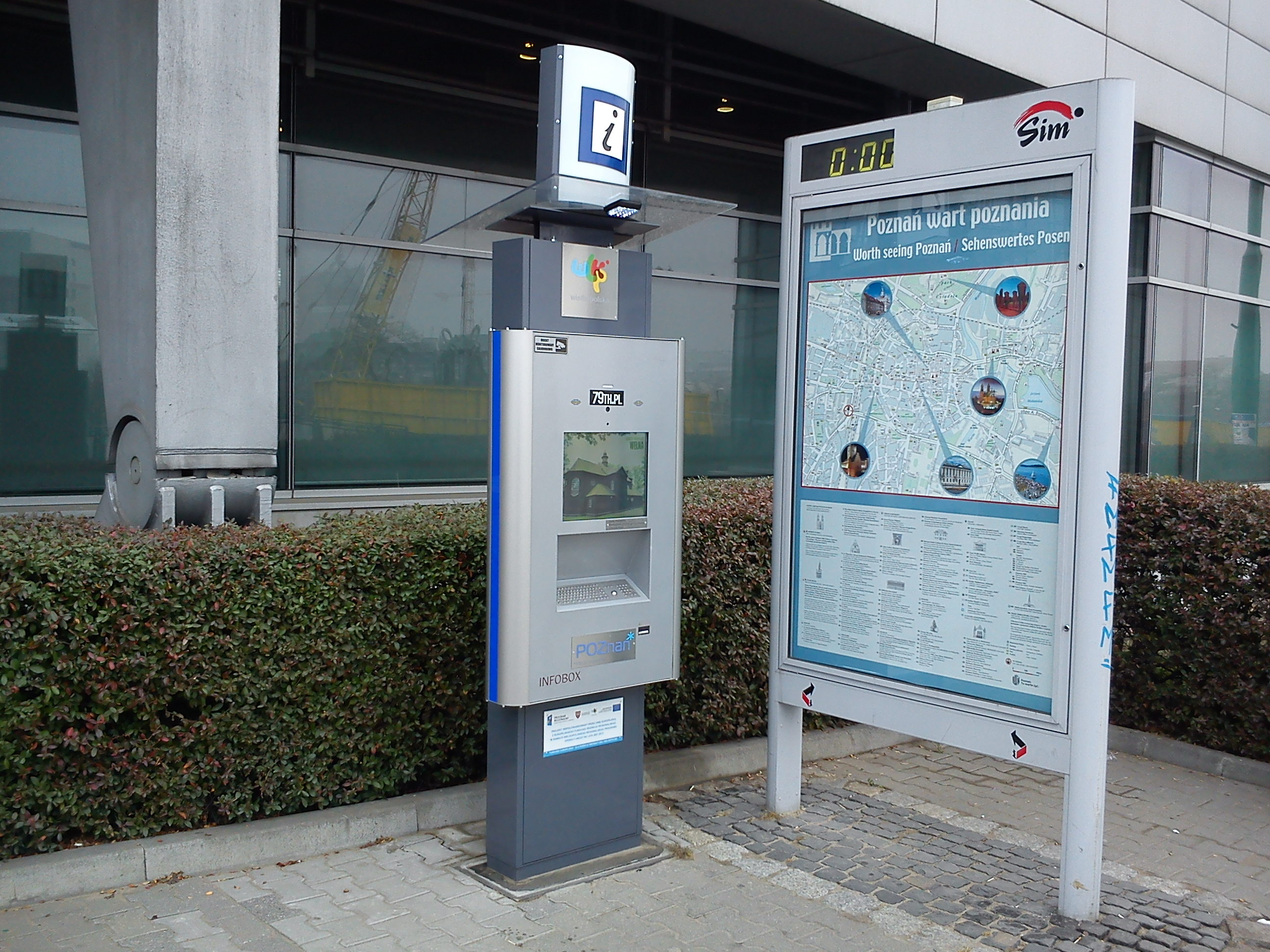
Infokiosk w Poznaniu

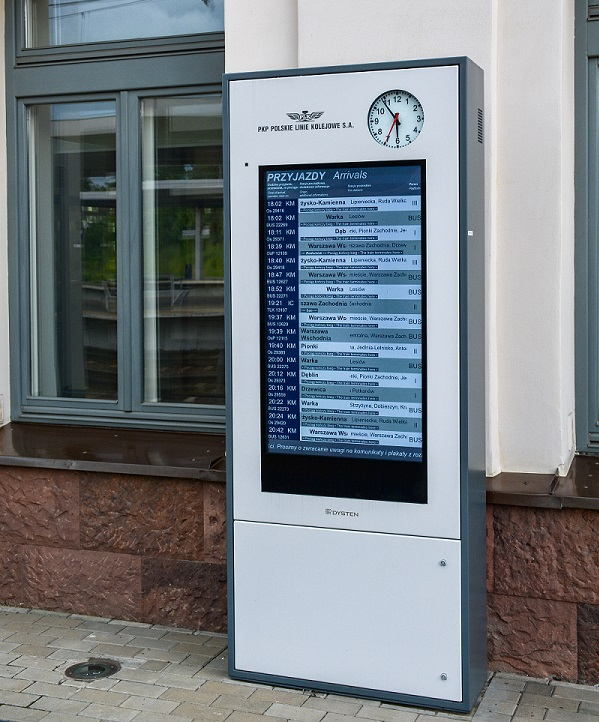
Infokiosk informacji pasażerskiej LCD TFT na stacji Radom Główny

Infokiosk (ang. interactive kiosk) – interaktywny punkt informacyjny, który należy do grupy samoobsługowych urządzeń elektronicznych.

## Pierwsze infokioski
Pierwszy interaktywny kiosk został zaprojektowany w 1977 roku na Uniwersytecie Illinois w Urbana-Champaign przez studenta Murraya Lappe. Zawartość  infokiosku stworzono w systemie komputerowym PLATO. Informacje można było przeszukiwać przez interfejs plazmowego ekranu dotykowego wynalezionego kilka lat wcześniej (1964) przez Donalda L. Bitzera. Interaktywny kiosk, zwany kioskiem Lappe, pozwalał studentom przeglądać filmy, mapy, katalogi, rozkłady jazdy autobusów, zajęcia pozalekcyjne i kursy.
W 1985 roku amerykańska marka Florsheim Shoe Company stworzyła pierwszą sieć kiosków licząca blisko składał się z 600 urządzeń. W kioskach klienci mogli szukać butów w innych lokalizacjach, płacić za nie i zamawiać bezpośrednio do domu. 

## Zastosowanie urządzenia
Zadaniem infokiosku jest świadczenie określonych usług informacyjnych, badawczych, sprzedażowych, reklamowych. Np. informacja turystyczna, informacja pasażerska, rezerwacja biletów, rejestracja usług, sprzedaż, reklama w punkcie sprzedaży, głosowanie, badanie medyczne (z ang. self service point of care), autodiagnoza medyczna lub kosmetyczna, wykonywanie i wywoływanie zdjęć, badanie rynku.

## Budowa
Zazwyczaj wyposażony jest w niezależny lub zintegrowany z ekranem komputer oraz ekran dotykowy (sensorowy), który usprawnia obsługę i interakcję z korzystającym. Może zawierać dodatkowo drukarkę, czytnik kodów kreskowych, czujnik ruchu, kamerę, łączność z telefonami komórkowymi i internetem. W najprostszej postaci może przyjąć formę web kiosku (komputer z dostępem do internetu w miejscu publicznym).

## Obecność urządzenia
Występuje w formie zewnętrznej lub wewnętrznej (wewnątrz pomieszczeń) stojącej niezależnie, wiszącej np. przy półce sklepowej, wbudowanej w stół, podłogę, ścianę. W USA wykorzystywany w niektórych stanach jako urządzenie do głosowania w wyborach lub powszechnie do składania zamówień w barach szybkiej obsługi i sklepach samoobsługowych. 
Rozwija się dynamicznie również w Europie (53% wzrostu w 2008) dzięki rozwojowi technologii multitouch screen (ostatnio bardzo popularnej dzięki urządzeniu firmy Apple). Wczesne infokioski wprowadzone w USA np. przez sieć McDonalds, posiadały wady polegające na braku przemyślanych rozwiązań funkcjonalnych i łączności z internetem, przez który można nimi zdalnie zarządzać, co stanowi podstawę ich efektywności i umożliwia stały monitoring stanu oraz badanie użyteczności.

## Zasada działania infokiosków
System infokiosków składa się zazwyczaj z urządzeń peryferyjnych oraz centralnego serwera umożliwiającego dynamiczne zarządzanie treścią (CMS) i reklamami (adserver) oraz kontrolę ich stanu. Przy projektowaniu infokiosku zaczyna stosować się najnowsze badania do weryfikacji użyteczności stron www jak np. eye tracking czy test funkcjonalny kilku wersji prototypów. W odróżnieniu od www nie bez znaczenia jest również obudowa zewnętrzna infokiosku (design) i jego lokalizacja, która ma wpływ na jego zauważalność, funkcjonalność i efektywność.

## Rodzaje infokiosków wg przeznaczenia

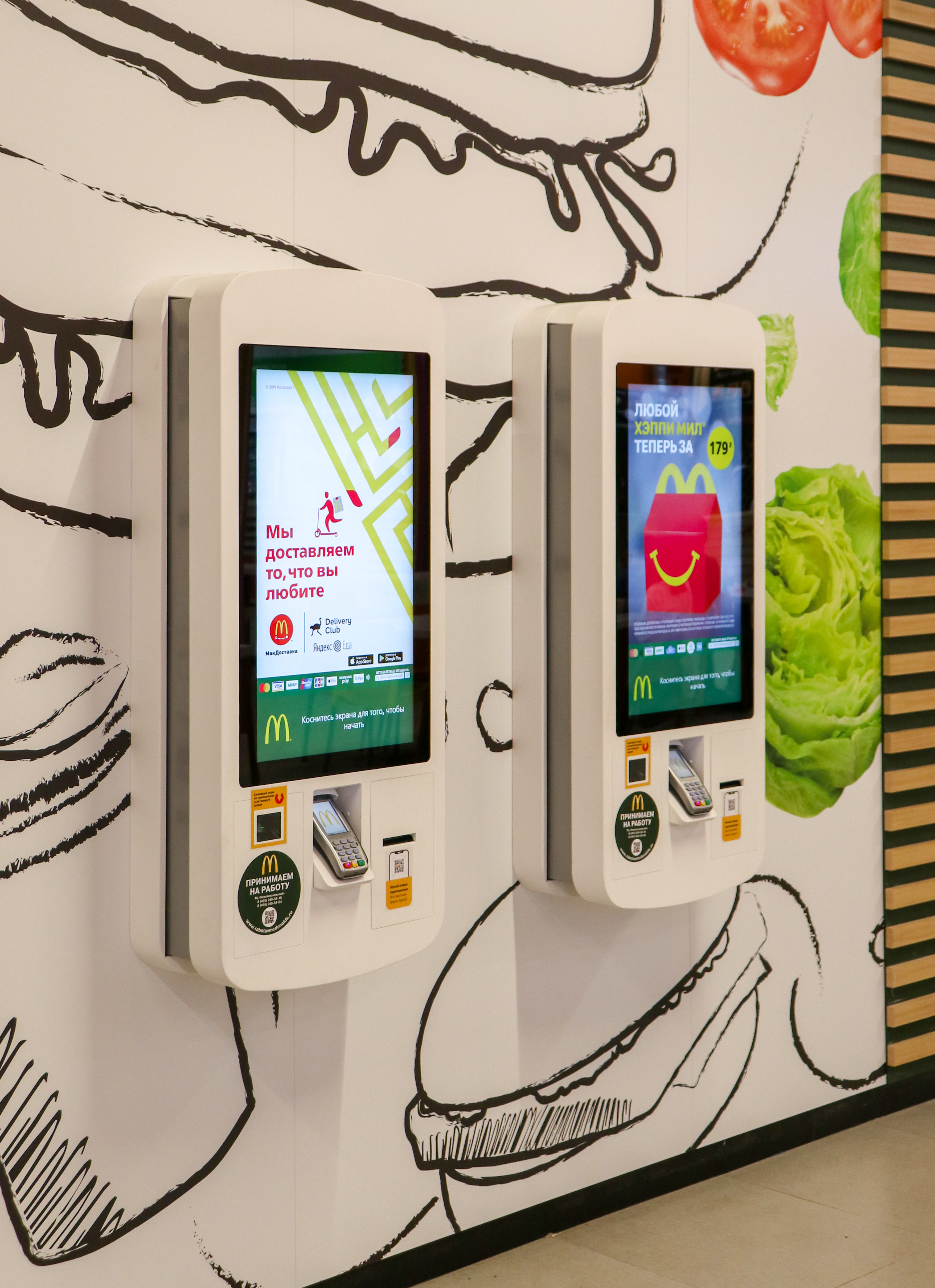
Infokiosk restauracyjny w restauracji McDonald’s

Kiosk informacyjny. Popularny rodzaj infokiosku wykorzystywany jako forma przekazu informacji o atrakcjach turystycznych, zabytkach, eksponatach muzealnych itp. Infokioski prezentują informacje na temat danego miejsca i pozwalają na zapoznanie się z nimi w przystępnej, multiaktywnej formie.
- Infokioski nawigacyjne. Urządzenia multimedialne instalowane w dużych centrach handlowych. Wyposażone są w dotykowy ekran i interaktywną mapę, która wskazuje trasę do określonego sklepu czy punktu usługowego.
- Telekioski. Współczesny następca budki telefonicznej. Telekiosk zawiera zestaw narzędzi służących do komunikacji np. telefon z ekranem, SMS, e-mail itd. Telekioski wykorzystywane są w miejscach publicznych m.in. na autostradach czy lotniskach. Urządzenia popularne są w krajach słabo rozwiniętych m.in. w Afryce i niektórych częściach Azji, w których miejscowa ludność nie ma dostępu do technologii komunikacyjnych.
- Infokiosk z usługami finansowymi. Określane jako „bank-in-a-box”. Rodzaj infokiosku, który umożliwia samodzielne wykonanie zaawansowanej transakcji bankowej bez udziału kasjera.[7]
- Biletomat. Urządzenie, którego głównym zadaniem jest sprzedaż i wydruk biletów. Biletomaty stosowane są najczęściej w transporcie publicznym, a także przy sprzedaży biletów kinowych.
- Infokiosk fotograficzny. Rodzaj infokiosku, za pomocą którego użytkownik wydrukować zdjęcia z ich obrazów cyfrowych.
- Infokiosk restauracyjny. Infokiosk zawierający ofertę lokalu (menu) restauracji czy fast foodu. Służy do zamawiania i opłacania usługi gastronomicznej.
- Wirtualna recepcja. Rodzaj kiosku multimedialnego instalowanego w przedsiębiorstwach, który pełni funkcję wirtualnej recepcji i służy między innymi do kontroli wejść pracowników, kontrahentów i gości, wydawania kart dostępu do poszczególnych stref itp.[6]